# Ludwik Śliwiński

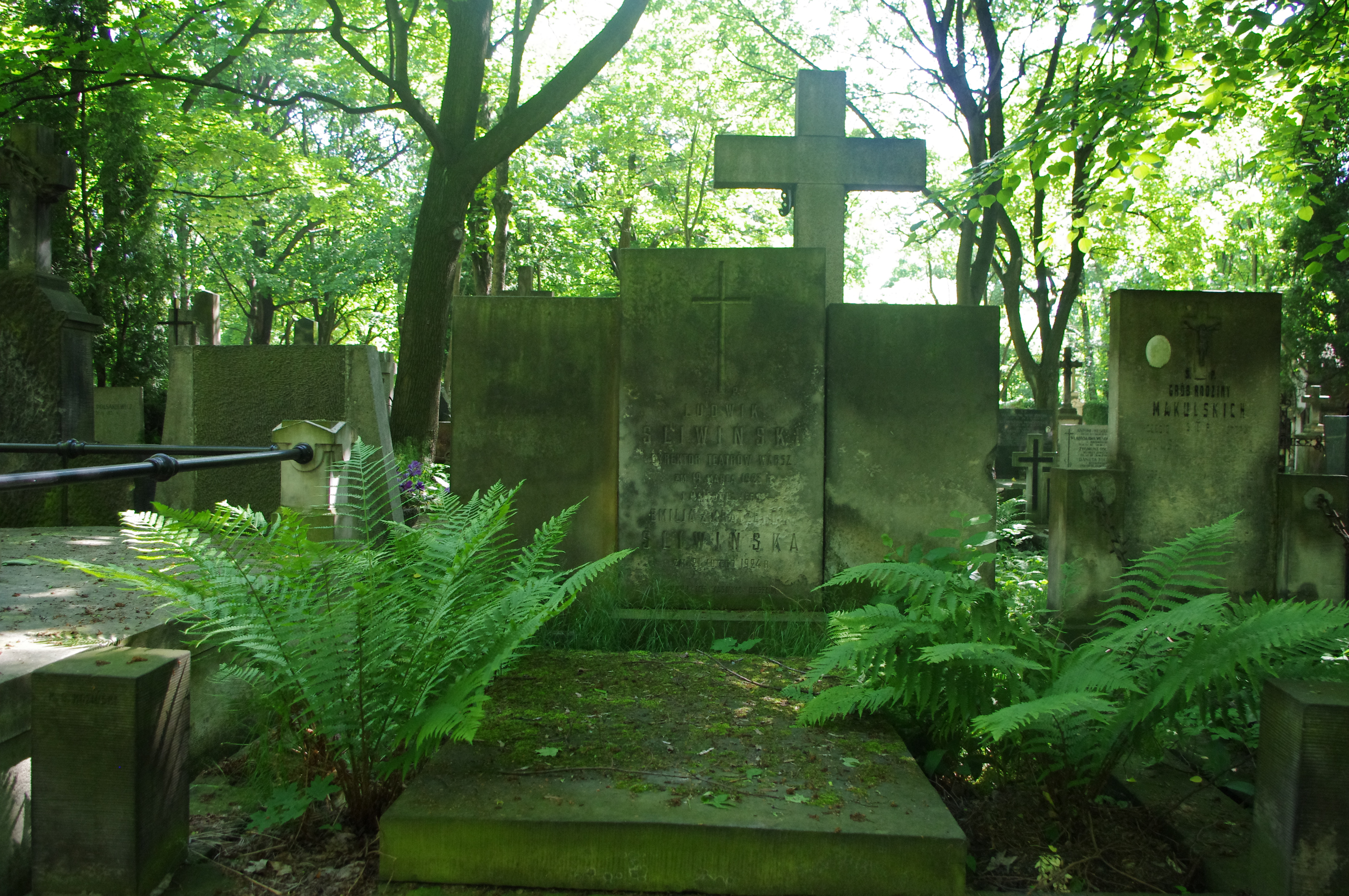
Grób aktora i reżysera Ludwika Śliwińskiego na cmentarzu Powązkowskim w Warszawie

Ludwik Śliwiński (ur. 1857 w Uchrymowie pow. Sokal, zm. 19 marca 1923 w Warszawie) – aktor, reżyser, dyrektor teatru. Autor świetności operetki warszawskiej jego czasów.

## Życiorys
Syn Franciszka i Marii z Matjuków i prawdopodobnie ojciec Ireny Leśniewskiej. Po ukończeniu szkoły średniej ok. 1874 grywał role amantów we Lwowie. W latach 1880–82 był aktorem Teatru Krakowskiego. 10 września 1882 debiutował w WTR w roli Kazimierza (Czartoska ława), gdzie uzyskał stały angaż jako aktor i reżyser.
13 lutego 1890 został mianowany dyrektorem operetki WTR. Od 1894 nie występował już jako aktor poświęcając się całkowicie pracy kierownika, reżysera, tłumacza i adaptatora utworów dramatycznych i operetkowych. W latach 1901–1914 wyreżyserował 78 spektakli. 
Nie był wybitnym aktorem. Był za to ambitnym kierownikiem teatrów. Jako reżyser Teatru Małego wymienił w nim dekoracje na nowe. Obejmując kierownictwo operetki gruntownie wyremontował jej lokal Teatr Nowy, wprowadzając m.in. oświetlenie gazowe. Ponieważ warszawska operetka mieszcząca się przy ul. Królewskiej mogła pomieścić jedynie 700 osób, do 1901 Śliwiński wybudował jej nowy gmach przy ul. Hipotecznej 8 nazywając go Teatrem Nowości. Mieściło się tam 1300 widzów.
Skompletował świetny zespół zapewniając operetce warszawskiej niebywałe powodzenie. Do zespołu operetki należeli artyści tej miary co: Wiktoria Kawecka, Wanda Manowska, Rufin Morozowicz, Lucyna Messal, Antoni Fertner, Bolesław Mierzejewski, Józef Redo, Mieczysława Ćwiklińska, Kazimiera Niewiarowska i inni. Wzorował się na rozwiązaniach reżyserskich operetki wiedeńskiej i berlińskiej, a także paryskiej rewii. Dopiero za jego czasów chór i balet zostały wciągnięte do akcji stanowiąc tło dla solistów, co w połączeniu z efektowną inscenizacją stawiały warszawską operetkę wśród najlepszych w Europie.
Był inicjatorem wielu nowatorskich pomysłów. W 1913 wyreżyserował słynną operetkę Targ na dziewczęta, w której Lucyna Messal i Józef Redo zatańczyli pierwsze w Polsce tango. Reżyserował z rozmachem i fantazją. Wykorzystywał najnowocześniejsze sposoby inscenizacji oraz reżyserii. W okresie swych największych sukcesów nazywany był "carem operetki".
17 lipca 1921 dał ostatnie przedstawienie operetki pozostającej pod jego kierownictwem przez trzydzieści lat.
Zmarł 19 marca 1923 na serce w drodze z teatru do domu.
Ludwik Śliwiński spoczywa na cmentarzu Powązkowskim w Warszawie (kw. K-VI-22/23).

## Przedstawienia teatralne – reżyseria (wybór)
- 1902 – Panna służąca, Teatr Nowości
- 1909 – Baron cygański, Teatr Nowości
- 1909 – Piękność z Nowego Yorku, Teatr Nowości
- 1909 – Bohaterowie, Teatr Nowości
- 1909 – Ptasznik z Tyrolu, Teatr Nowości
- 1909 – Piękna Helena, Teatr Nowości
- 1909 – Król, Teatr Letni
- 1909 – Zemsta nietoperza, Teatr Nowości
- 1909 – Rozwódka, Teatr Nowości
- 1909 – Krysia leśniczanka, Teatr Nowości
- 1909 – Czar walca, Teatr Nowości
- 1909 – Orfeusz w piekle, Teatr Nowości
- 1909 – Królowa miliardów, Teatr Nowości
- 1909 – Gejsza, Teatr Nowości
- 1900 – Zakazane całusy, Teatr Nowości
- 1909 – Cygańska miłość, Teatr Nowości
- 1910 – Manewry jesienne, Teatr Nowości
- 1910 – Hrabia Luxemburg, Teatr Nowości
- 1910 – Cygańska miłość, Teatr Nowości
- 1910 – Panna z lalką, Teatr Nowości
- 1911 – Cnotliwa Zuzanna, Teatr Nowości
- 1911 – Wesoła wdówka, Teatr Nowości
- 1912 – Romantyczna żona, Teatr Nowości
- 1912 – Wróg kobiet, Teatr Nowości
- 1912 – Czerwona dama, Teatr Nowości
- 1913 – Targ na dziewczęta, Teatr Nowości
- 1913 – Pani prezesowa, Teatr Letni
- 1913 – Hiszpańska mucha, Teatr Rozmaitości
- 1913 – Chwila szczęścia, Teatr Nowości
- 1913 – Ewa, Teatr Nowości
- 1915 – Córka pani Angot, Teatr Nowości
- 1919 – Róża Stambułu, Teatr Nowości
- 1920 – Gri–gri, Teatr Nowości
- 1920 – Major ułanów, Teatr Nowości
- 1921 – Biały mazur, Teatr Nowości
- 1922 – Jej wysokość tancerka, Teatr Nowości
- 1923 – Bajadera, Teatr Nowości
- 1923 – Katia tancerka, Teatr Nowości
- 1924 – Frasquita, Teatr Nowości
- 1925 – Orłowa, Teatr Nowości
- 1925 – Wieszczka wód, Teatr Nowości
- 1927 – Noc Bacchusowa, Teatr Nowości
- 1927 – Paganini, Teatr Nowości
- 1927 – Królowa, Teatr Nowości
- 1928 – Piękność z Nowego Yorku, Teatr Nowości